# Толстий Врх (Равне-на-Корошкем)
Толстий Врх (словен. Tolsti Vrh) — поселення в общині Равне-на-Корошкем, Регіон Корошка, Словенія. Висота над рівнем моря: 587,5 м.